# Nemestrinidae
Nemestrinidae là một họ ruồi trong liên họ Nemestrinoidea, có quan hệ gần với Acroceridae. Họ này nhỏ nhưng phân bố trên toàn cầu bao gồm khoảng 300 loài được xếp vào 34 chi.

## Hình ảnh

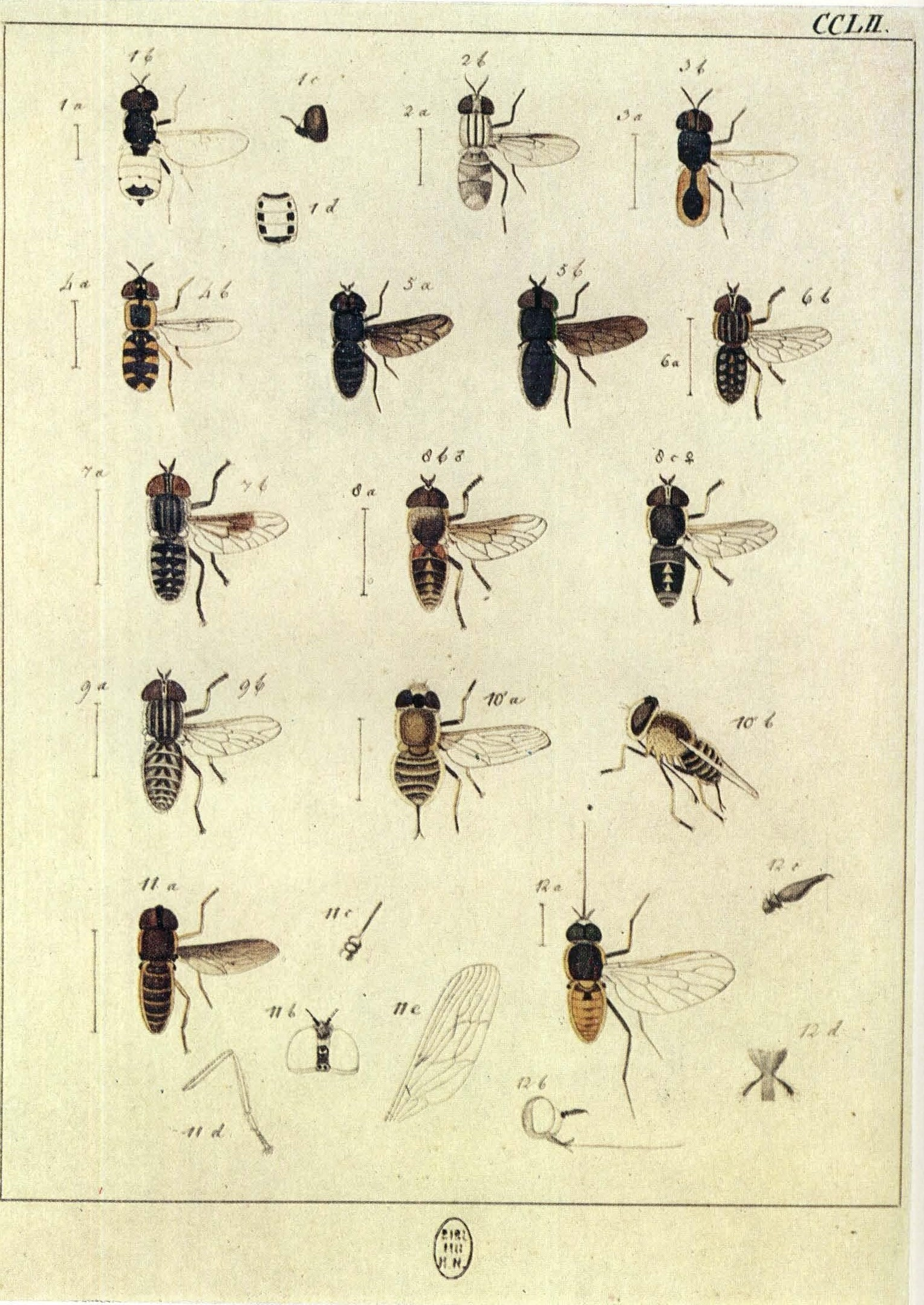
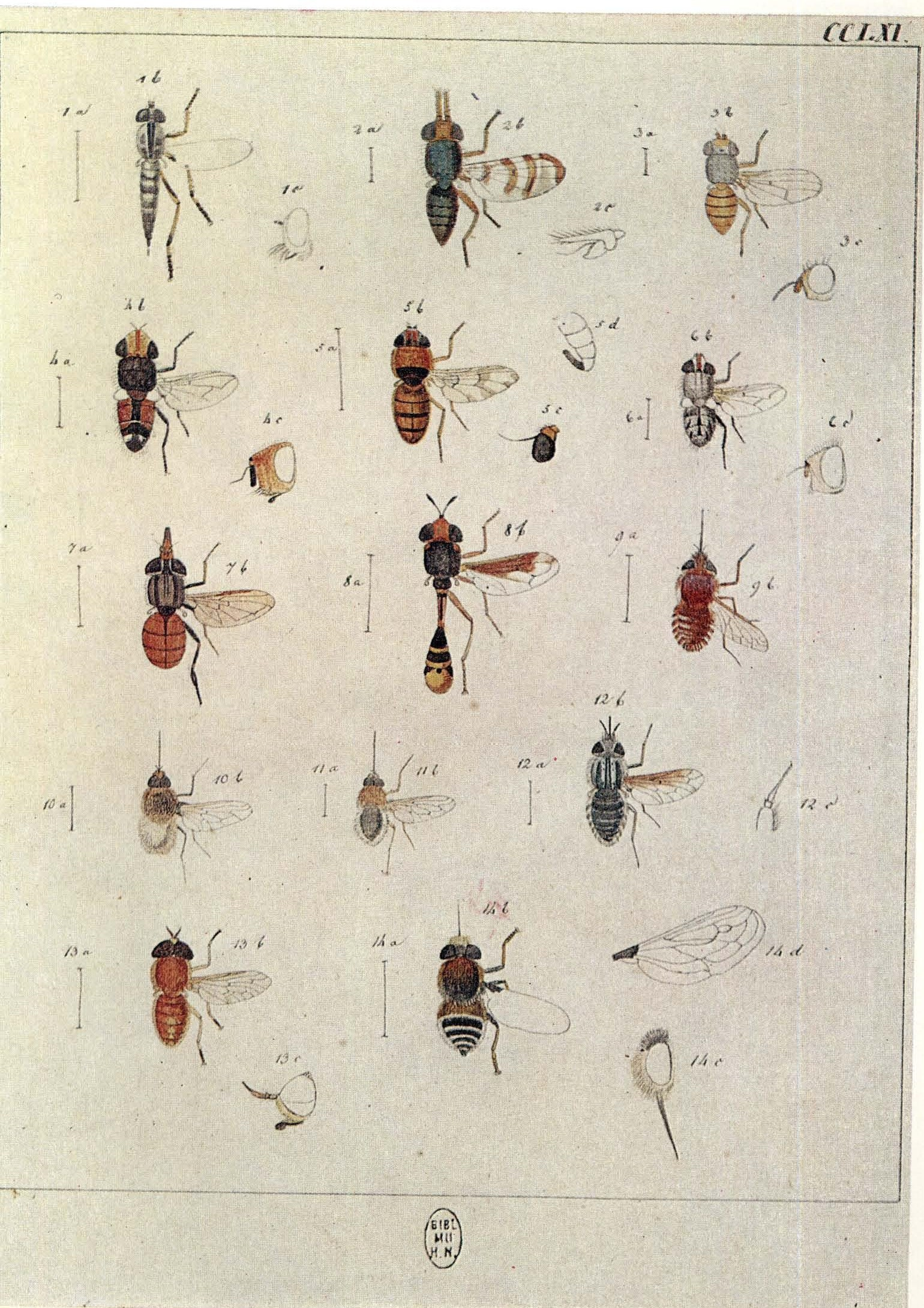